# Messeux
Messeux est une commune associée à Nanteuil-en-Vallée, dans le département de la Charente.

## Géographie
Messeux est située dans le nord du département de la Charente, à 4,5 km au nord-est de Nanteuil-en-Vallée et à 12 km à l'est de Ruffec. Elle a été associée à Nanteuil-en-Vallée le 1er janvier 1973 par arrêté préfectoral du 29 décembre 1972.

## Toponymie
Les formes anciennes sont Messunio en 1250, Messeon en 1280, Messene.
L'origine du nom de Messeux remonterait à un nom de personne gallo-romain Mettius auquel est apposé le suffixe -onem, ce qui correspondrait à *Mettione [villa], « domaine de Mettius »,.

## Histoire
Vers la fin du XIXe siècle, des fouilles près du hameau de Chez Chante ont révélé de nombreuses urnes funéraires, certaines en verre, les autres en terre : 34 urnes sur une tranchée de 17 mètres, à un mètre de profondeur, recouvertes de charbon et contenant des os calcinés. Elles sont déposées aujourd'hui au musée archéologique d'Angoulême. Il s'agirait d'une nécropole à incinération, de l'époque gallo-romaine.
Au début du XXe siècle la principale industrie dans la commune était encore la fabrication des cercles pour futailles et du charbon de bois, à partir des nombreux châtaigniers.

## Démographie
L'évolution du nombre d'habitants est connue à travers les recensements de la population effectués dans la commune depuis 1793. À partir du 1er janvier 2009, les populations légales des communes sont publiées annuellement dans le cadre d'un recensement qui repose désormais sur une collecte d'information annuelle, concernant successivement tous les territoires communaux au cours d'une période de cinq ans. 
Pour les communes de moins de 10 000 habitants, une enquête de recensement portant sur toute la population est réalisée tous les cinq ans, les populations légales des années intermédiaires étant quant à elles estimées par interpolation ou extrapolation. Pour la commune, le premier recensement exhaustif entrant dans le cadre du nouveau dispositif a été réalisé en ,.
En 2007, la commune comptait 140 habitants.
| 1793 | 1800 | 1806 | 1821 | 1831 | 1841 | 1846 | 1851 | 1856 |
| ---- | ---- | ---- | ---- | ---- | ---- | ---- | ---- | ---- |
| 443  | 290  | 467  | 506  | 549  | 575  | 530  | 514  | 511  |

| 1861 | 1866 | 1872 | 1876 | 1881 | 1886 | 1891 | 1896 | 1901 |
| ---- | ---- | ---- | ---- | ---- | ---- | ---- | ---- | ---- |
| 500  | 494  | 446  | 446  | 442  | 442  | 430  | 426  | 395  |

| 1906 | 1911 | 1921 | 1926 | 1931 | 1936 | 1946 | 1954 | 1962 |
| ---- | ---- | ---- | ---- | ---- | ---- | ---- | ---- | ---- |
| 401  | 378  | 320  | 316  | 327  | 319  | 269  | 241  | 222  |

| 1968 | 2007 | - | - | - | - | - | - | - |
| ---- | ---- | - | - | - | - | - | - | - |
| 206  | 140  | - | - | - | - | - | - | - |

### Remarques
En 2007, la commune comptait 140 habitants.

## Lieux et monuments
- L'église paroissiale Saint-Pierre est située près du cimetière. Un lavoir se situe au pied de l'église.

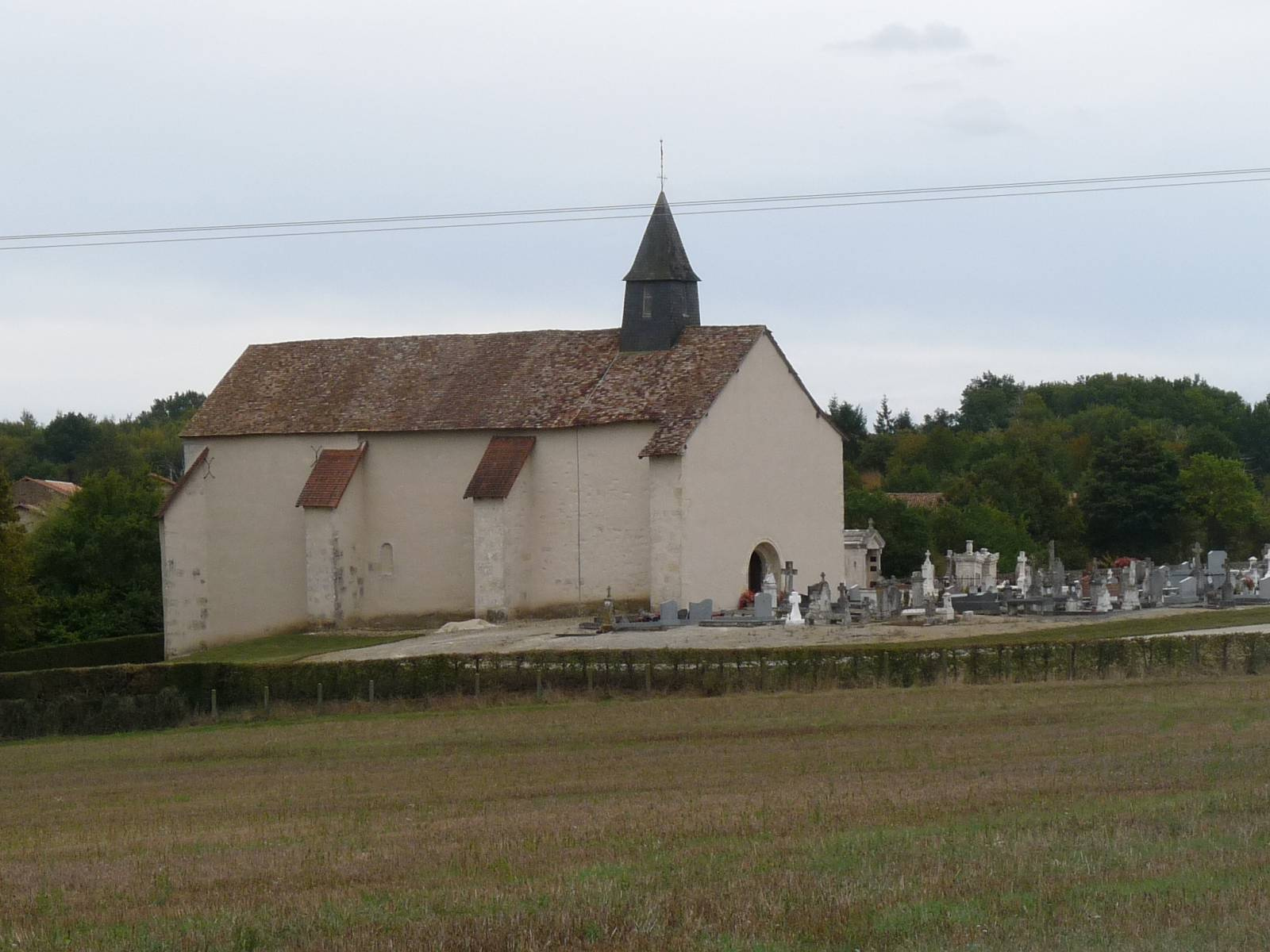
L'église et le cimetière, vue de la mairie
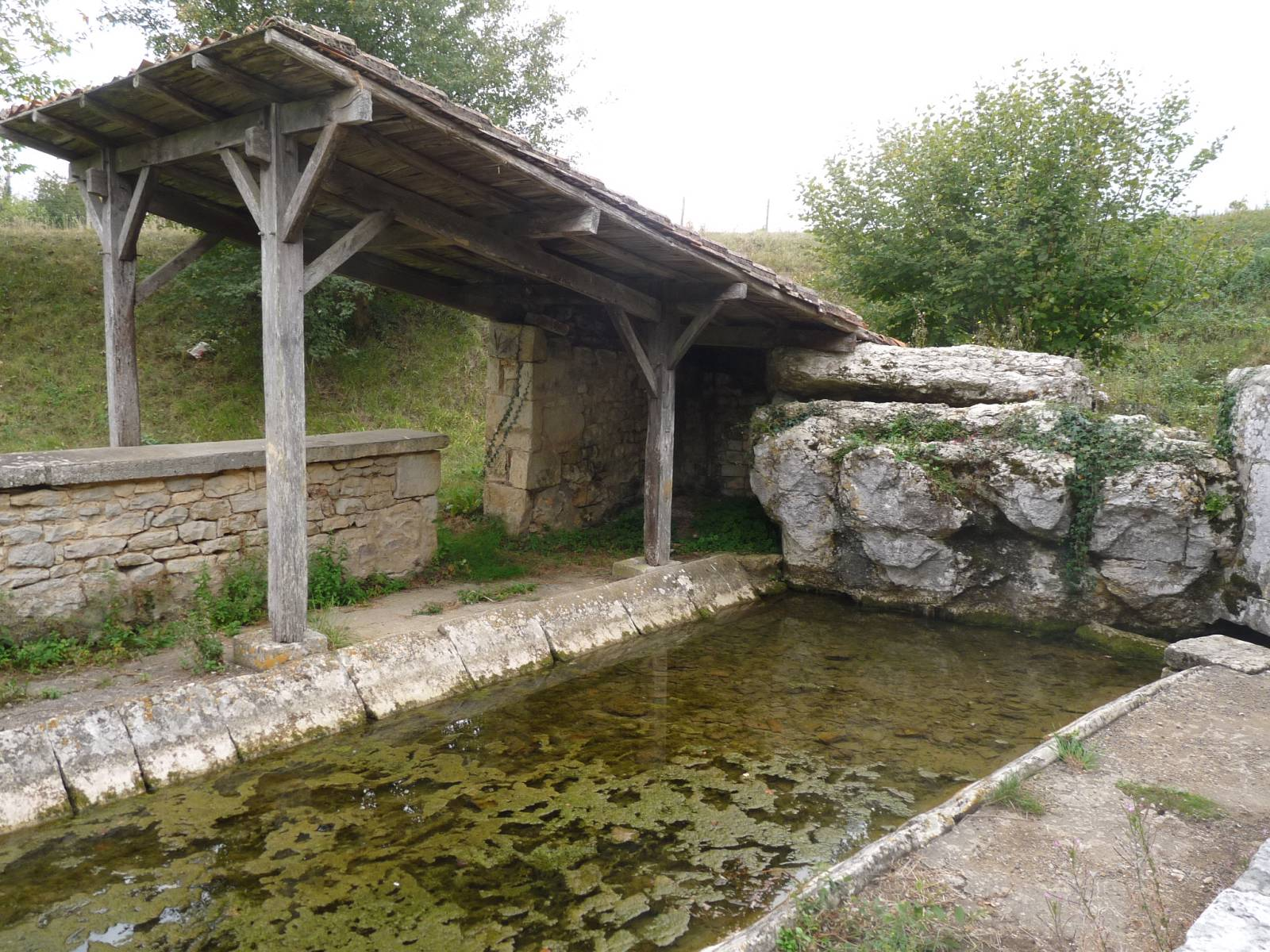
La fontaine et le lavoir en bas de l'église